# Fiscalité en Finlande
La fiscalité en Finlande est l'ensemble des impôts et taxes collectés par l'État finlandais.

## Fiscalité par type

### Charge fiscale totale
La charge fiscale totale en Finlande comprend l'impôt sur salaire dépendant du salaire net ainsi que les indemnités de chômage payées par les employés et par les employeurs,.
Le taux d'imposition des particuliers est progressif. En 2019, la fiscalité passe de la tranche de base de 8,3% du revenu annuel à 1000 €, à 55% du revenu annuel à 1000000 € par an. Le taux d'imposition pour un salaire moyen de 39 000 € par an (3 250 € par mois) était de 28,6% en 2019,.

### Impôts sur le revenu
Il existe plusieurs impôts obligatoires sur le revenu. Un versé à l'Etat, un impôt communal destiné à la municipalité d'habitation, et deux taxes de sécurité sociale : une pour les soins de santé et l'autre pour l'assurance chômage.
Il existe également un petit impôt volontaire qui peut être versé à certaines Églises.
Toutes ces taxes sont collectées de manière centralisée par l'administration fiscale.
Le gouvernement national reçoit un impôt progressif sur le revenu (tranches d'imposition de 6% à 31,25%) et un impôt communal proportionnel reversé à la commune de résidence du contribuable (16,5% - 22,5% selon des taux fixés localement - la moyenne étant de 19,17%).
La taxe religieuse volontaire est variable (1,00% à 2,00%, moyenne 1,34%). La taxe sur les soins de santé (1,54%) est perçue auprès des résidents ayant un revenu de 14 282 € ou plus.
Les cotisations à la Caisse de chômage sont liées au salaire (0,82%). Il existe diverses caisses d'assurance chômage mais les cotisations et les prestations sont déterminées par la loi.
Pour chaque jour sans salaire, ces caisses versent au chômeur une indemnité journalière proportionnelle à leur ancien salaire.
Il existe également un crédit d'impôt sur le revenu pour les impôts locaux, les rendant progressifs malgré leur taux nominal fixe. En effet, les particuliers qui gagnent moins de 14 000 €/an ne paient même pas de taxe municipale, et un contribuable à faible revenu (20 000 €/an) paie un pourcentage nettement inférieur,.
De même, en raison de ces déductions, seuls les contribuables à revenu plus élevé paient réellement l'impôt national.
Un contribuable de revenu moyen (37 500 €/an) ne paie que 0,3% de ses revenus sous forme d'impôt national.
| Revenu imposable (euros) | Montant de l'impôt de base | Taux   |
| ------------------------ | -------------------------- | ------ |
| 17 200–25 700            | 8,00                       | 6%     |
| 25 700–42 400            | 518,00                     | 17.25% |
| 42 400–74 200            | 3 398,75                   | 21.25% |
| 74 200–                  | 10 156,25                  | 31.25% |

## Collecte
Le collecteur principal est l'administration fiscale finlandaise qui est une agence du ministère des Finances.
Les douanes finlandaises et l'Agence finlandaise des transports et des communications (Traficom), perçoivent également des taxes.

## Bénéficiaires
Les bénéficiaires des impôts perçus sont le gouvernement, les municipalités, l'Église évangélique-luthérienne, l'Église orthodoxe et l'agence de sécurité sociale.
La part, par bénéficiaire, des recettes fiscales nettes perçues par l'administration fiscale en 2017 était la suivante:
| Bénéficiaire  | Pourcentage | Milliards € |
| ------------- | ----------- | ----------- |
| État          | 60,0 %      | 38,9        |
| Municipalités | 34,5 %      | 22,5        |
| Paroisses     | 1,4 %       | 0,9         |
| Kela          | 4,1 %       | 2,7         |
| Total         |             | 65,0        |